# NGC 5000
NGC 5000 este o starburst galaxy⁠(d) situată în constelația Părul Berenicei. A fost descoperită în 11 aprilie 1785 de către William Herschel. Se află la o distanță de 83,27 de megaparseci de Pământ.